# Newcomb (Nueva York)
Newcomb es un pueblo ubicado en el condado de Essex en el estado estadounidense de Nueva York. En el año 2000 tenía una población de 481 habitantes y una densidad poblacional de 0.8 personas por km².

## Geografía
Newcomb se encuentra ubicado en las coordenadas 43°58′17″N 74°9′39″O / 43.97139, -74.16083.

## Demografía
Según la Oficina del Censo en 2000 los ingresos medios por hogar en la localidad eran de $32,639, y los ingresos medios por familia eran $41,875. Los hombres tenían unos ingresos medios de $35,750 frente a los $28,750 para las mujeres. La renta per cápita para la localidad era de $17,043. Alrededor del 9.1% de la población estaban por debajo del umbral de pobreza.